# Brettsport
Als Brettsport (aus dem englischen Boardsport) werden Sportarten bezeichnet, bei denen man Bretter bzw. Boards benutzt.
Der erste Brettsport war das Surfing, welches in Hawaii im 15. Jahrhundert entstand. Mitte des 20. Jahrhunderts wurde das sogenannte „sidewalk surfing“ erfunden, was später als Skateboarding bekannt wurde. Bald darauf folgte auch das Windsurfing (auch bekannt als Sailboarding).
Das englische boarding wird im Deutschen auch oft mit boarden oder surfen wiedergegeben.
Weitere Brettsportarten sind:
- Allterrainboard (auch Mountainboarding)
- Asphaltboarding (auch Rollbrettfahren)
- Bodyboarding (auch Boogieboarding), Surfen mit einem kurzen Brett, auf dem man kniet oder liegt
- Kiteboarding, Drachensurfen als Variante des Windsurfens
- Kneeboarding
- Pineboarding
- Riverboarding
- Sandboarding, Snowboarden in Sanddünen
- Skateboarden
- Skimboarding
- Snowboarding
- Snakeboarding (auch Streetboarding), Weiterentwicklung des Skateboards.
- Wakeboarding, Snowboard-Variante des Wasserskisports
- Waveboarding, Fortbewegung auf der Straße durch wellenförmige Bewegungen
- Freeboarding "Snowboard" für den Asphalt
- Longboarding Art des Skateboarden